# 卡捷琳娜·班德尔
卡捷琳娜·班德尔（Kateryna Baindl，1994年2月20日—，原名卡特日娜·科兹洛娃（英語：Kateryna Kozlova，也曾译作班德尔）是乌克兰职业网球女运动员，2013年轉職業。

## 外部連結
- 卡捷琳娜·班德尔的国际女子网球协会官方資料（英文）
- 卡捷琳娜·班德尔的國際網球總會 職業／青少年 官方資料（英文）
- Fed Cup - Player profile - Kateryna Kozlova (UKR) （页面存档备份，存于）